# They All Come Out
They All Come Out è un film del 1939 diretto da Jacques Tourneur. Fu il primo lungometraggio realizzato dal regista negli Stati Uniti dopo una serie di cortometraggi diretti per la Metro-Goldwyn-Mayer.

## Produzione
Il film fu prodotto dalla Metro-Goldwyn-Mayer (MGM).

## Distribuzione
Distribuito dalla Metro-Goldwyn-Mayer (MGM), il film uscì nelle sale cinematografiche USA il 4 agosto 1939 dopo essere stato presentato in prima il 14 luglio 1939. In Messico, venne distribuito il 12 gennaio 1940 con il titolo Almas que regresan.